# SG (bài hát)
"SG" (viết tắt của "Sexy Girl") là một bài hát tiếng Anh-Tây Ban Nha của DJ và nhà sản xuất thu âm người Pháp DJ Snake, ca sĩ Puerto Rico Ozuna, rapper người Mỹ Megan Thee Stallion, và ca sĩ kiêm rapper người Thái Lisa của nhóm nhạc nữ Hàn Quốc Blackpink. Bài hát được phát hành vào ngày 22 tháng 10 năm 2021 thông qua DJ Snake Music Productions và Interscope Records. Nó được viết bởi DJ Snake, Ozuna, Megan Thee Stallion, Lisa, Donny Flores, J. Lauryn, Jean Pierre Soto, Lewis Hughes, Nicholas Audino, Omar Walker và Teddy, và được sản xuất bởi DJ Snake và Yampi.
Video âm nhạc của bài hát do Colin Tilley đạo diễn, được phát hành cùng ngày và có bốn nghệ sĩ khiêu vũ trong khung cảnh nhiệt đới. Về mặt thương mại, bài hát ra mắt ở vị trí thứ 19 trên   Billboard  Global 200 và ở vị trí thứ hai trên bảng xếp hạng Bubbling Under Hot 100.

## Bối cảnh
Vào tháng 4 năm 2021, DJ Snake đã thả thính sự hợp tác với Lisa trên Twitter, nói rằng họ "có gì đó", kèm theo đó là một biểu tượng cảm xúc "shush". Vào ngày 8 tháng 5, trong một loạt các tweet hiện đã bị xóa, anh xác nhận một bài hát có sự tham gia của Lisa và lưu ý rằng nó đã được thực hiện. Vào ngày 19 tháng 5, DJ Snake đã đăng đoạn trích dài 4 giây của "SG" trên Instagram story của mình, trong đó Lisa hát lời bài hát "Play, play all night with you". Vào ngày 25 tháng 6, nhà sản xuất đã đăng một đoạn khác dài sáu giây của bài hát trong đó Lisa nói tên của DJ Snake. Vào ngày 3 tháng 8, anh tiết lộ trong một tweet hiện đã bị xóa rằng họ sẽ "quay video sớm".
Trên thảm đỏ lễ trao giải  MTV Video Music Awards 2021 diễn ra vào ngày 13 tháng 9, Ozuna tiết lộ trong một cuộc phỏng vấn với MTV News rằng đĩa đơn tiếp theo của anh sẽ có sự góp mặt của DJ Snake, Megan Thee Stallion và Blackpink. Vào ngày 30 tháng 9, Ozuna ám chỉ trên Twitter rằng bài hát đã hoàn thành 97%. Teaser đầu tiên cho bài hát được phát hành vào ngày 13 tháng 10, trong đó có giọng hát của Ozuna và xác nhận tên là "SG". Vào ngày 14 tháng 10, DJ Snake đã thông báo ngày phát hành ca khúc là ngày 22 tháng 10, điều này cũng đã được xác nhận bởi YG Entertainment, công ty chủ quản của Lisa.

## Sáng tác
"SG" là một bài hát moombahton và Latin trap, chạy trong 3 phút 45 giây. Ozuna mở đầu bài hát bằng tiếng Tây Ban Nha, tiếp theo là Megan Thee Stallion đọc rap và Lisa hát bằng tiếng Anh. Về mặt ca từ, bài hát khám phá sự say mê với một "cô gái gợi cảm", thể hiện mong muốn được trải qua khoảng thời gian vui vẻ bên nhau.

## Hiệu suất thương mại
"SG" ra mắt ở vị trí thứ 19 trên Billboard Global 200 và ở vị trí thứ 13 trên Global Excl. U.S. với 19.000 doanh số toàn cầu (82% bên ngoài Hoa Kỳ) và 45,3 triệu lượt phát toàn cầu (92% bên ngoài Hoa Kỳ). Tại Hoa Kỳ, "SG" ra mắt ở vị trí thứ hai trên Bubbling Under Hot 100 của Billboard và ở vị trí thứ 19 trên Digital Song Sales với 3.500 bản được bán ra. "SG" cũng ra mắt ở vị trí thứ 4 trên Hot Dance / Electronic Songs và vị trí thứ 11 trên Hot Latin Songs, đồng thời đứng đầu bảng xếp hạng Latin Digital Song Sales, đưa Lisa trở thành nghệ sĩ K-pop đầu tiên làm được điều này. Bài hát ra mắt ở vị trí thứ 37 trên bảng xếp hạng Latin Airplay trên bảng xếp hạng ngày 19 tháng 2 năm 2022 và tăng đều đặn trong bảy tuần để đạt vị trí cao nhất của nó. Trong tuần kết thúc vào ngày 2 tháng 4, nó đã tăng từ vị trí thứ ba lên vị trí số một với 8,4 triệu lượt hiển thị của khán giả, tăng 26%. Đây đã đánh dấu bài hát quán quân thứ ba của DJ Snake, bài hát quán quân thứ 27 của Ozuna, và cả bài hát quán quân đầu tiên của Megan Thee Stallion và Lisa trên bảng xếp hạng. "SG" đồng thời đạt vị trí số một trên Latin Rhythm Airplay, đánh dấu vị trí thứ ba của DJ Snake, thứ 26 của Ozuna, và cả bài hát quán quân đầu tiên của Lisa và Megan Thee Stallion trên bảng xếp hạng. Tại Canada, bài hát ra mắt ở vị trí thứ 86 trên Canadian Hot 100. Tại Hàn Quốc, bài hát không lọt vào Bảng xếp hạng nhạc số Gaon nhưng đạt vị trí thứ 173 trên Gaon Download Chart với một ngày tính điểm.

## Video âm nhạc
Video âm nhạc do Colin Tilley đạo diễn, được công chiếu vào ngày 22 tháng 10 năm 2021 trên kênh YouTube của DJ Snake. Một đoạn teaser dài 30 giây đã được phát hành vào ngày 13 tháng 10. Trong đoạn teaser, DJ Snake bước ra khỏi một tòa nhà và lên một chiếc ô tô có biển số ghi "SXY GRL". Sau đó, camera di chuyển ngang qua ba chiếc ô tô đang đậu với biển số có tên của Lisa, Megan và Ozuna. Hai video hậu trường được phát hành vào ngày 18 và 21 tháng 10, trong đó cho thấy bốn nghệ sĩ quay video âm nhạc tại Miami.
Video âm nhạc theo chủ đề nhiệt đới kết hợp với các cộng tác viên, cả cá nhân và cùng nhau, tạo nên hình ảnh mùa hè rực rỡ. DJ Snake và Ozuna xuất hiện giữa các cô gái nhảy múa trong bộ bikini lấy cảm hứng từ lễ hội Carnaval. Các cảnh khác trong video có cảnh DJ Snake đứng ở đầu du thuyền, Megan Thee Stallion nghịch tung tóe trong vũng nước, và Lisa biểu diễn vũ đạo trong khi mặc chiếc áo trễ vai gợi nhớ đến một cô gái biểu diễn.
Video âm nhạc đã thu hút được 46,1 triệu lượt xem trong tuần đầu tiên và đứng đầu bảng xếp hạng các video âm nhạc được xem nhiều nhất trên toàn cầu của YouTube.

## Giải thưởng
| Năm  | Tổ chức                    | Giải thưởng                    | Kết quả | Ng.    |
| ---- | -------------------------- | ------------------------------ | ------- | ------ |
| 2022 | Joox Thailand Music Awards | International Song of the Year | Đề cử   | [ 21 ] |

## Thành phần đội ngũ
Cập nhật từ Tidal.
- DJ Snake – Sản xuất, soạn nhạc, viết lời, người biểu diễn, mixer, kĩ sư mastering, programming, nhân viên phòng thu
- Ozuna - ca sĩ, soạn nhạc, viết lời, biểu diễn
- Megan Thee Stallion - ca sĩ, soạn nhạc, viết lời, biểu diễn
- Lisa - ca sĩ, soạn nhạc, viết lời, biểu diễn
- Yampi - sản xuất
- Donny Flores - soạn nhạc, viết lời
- J. Lauryn - soạn nhạc, viết lời
- Jean Pierre Soto - soạn nhạc, viết lời
- Lewis Hughes - soạn nhạc, viết lời
- Nicholas Audino - soạn nhạc, viết lời
- Omar Walker - soạn nhạc, viết lời
- Teddy - soạn nhạc, viết lời
- MERCER - kĩ sư mastering, mixer, nhân viên phòng thu

## Bảng xếp hạng
| Bảng xếp hạng (2021–2022)                         | Vị trí cao nhất |
| ------------------------------------------------- | --------------- |
| Bỉ (Ultratop 50 Wallonia)                         | 40              |
| Canada (Canadian Hot 100)                         | 86              |
| Croatia (HRT)                                     | 59              |
| Thế giới Global 200 (Billboard)                   | 19              |
| Pháp (SNEP)                                       | 87              |
| Hungary (Rádiós Top 40)                           | 39              |
| Hà Lan (Dutch Global Top 40)                      | 16              |
| New Zealand Hot Singles (RMNZ)                    | 5               |
| Romania (Romania Radio Airplay)                   | 9               |
| Singapore (RIAS)                                  | 26              |
| Slovakia (Rádio Top 100)                          | 71              |
| Hàn Quốc Download (Gaon)                          | 173             |
| Thụy Sĩ (Schweizer Hitparade)                     | 56              |
| Anh Quốc Download (OCC)                           | 24              |
| Hoa Kỳ Bubbling Under Hot 100 Singles (Billboard) | 2               |
| Hoa Kỳ Hot Dance/Electronic Songs (Billboard)     | 4               |
| Hoa Kỳ Hot Latin Songs (Billboard)                | 11              |
| Hoa Kỳ Latin Airplay (Billboard)                  | 1               |

| Bảng xếp hạng (2021)                      | Vị trí |
| ----------------------------------------- | ------ |
| US Hot Dance/Electronic Songs (Billboard) | 93     |

## Chứng nhận
| Quốc gia                                                    | Chứng nhận | Số đơn vị/doanh số chứng nhận |
| ----------------------------------------------------------- | ---------- | ----------------------------- |
| Pháp (SNEP)                                                 | Vàng       | 100.000‡                      |
| ‡ Chứng nhận dựa theo doanh số tiêu thụ và phát trực tuyến. |            |                               |

## Lịch sử phát hành
| Khu vực   | Ngày                 | Định dạng                  | Hãng                      | Ng.    |
| --------- | -------------------- | -------------------------- | ------------------------- | ------ |
| Nhiều nơi | 22 tháng 10 năm 2021 | Digital download streaming | DJ Snake Music Interscope | [ 42 ] |
| Ý         | 5 tháng 10 năm 2021  | Contemporary hit radio     | Universal                 | [ 43 ] |